# Nototeniowate
Nototeniowate (Nototheniidae) – rodzina morskich ryb okoniokształtnych.

## Występowanie
Morza antarktyczne oraz chłodne wody półkuli południowej. Sporadycznie spotykane w wodach słonawych.

## Cechy szczególne
Ciało wydłużone, elastyczne, lekko bocznie ścieśnione, pokryte drobnymi łuskami. Brak pęcherza pławnego. Pierwsza płetwa grzbietowa jest krótka i twarda, bez kolców. Płetwy brzuszne położone przed piersiowymi. Otwory nosowe pojedyncze. Jedna linia boczna przebiega wysoko pod grzbietem, druga, krótka – na trzonie ogona.
Nototeniowate składają na dnie ikrę o dużych ziarnach – średnicy kilku milimetrów.

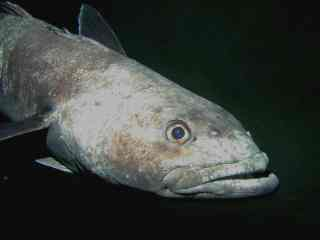
Antar polarny (Dissostichus mawsoni)

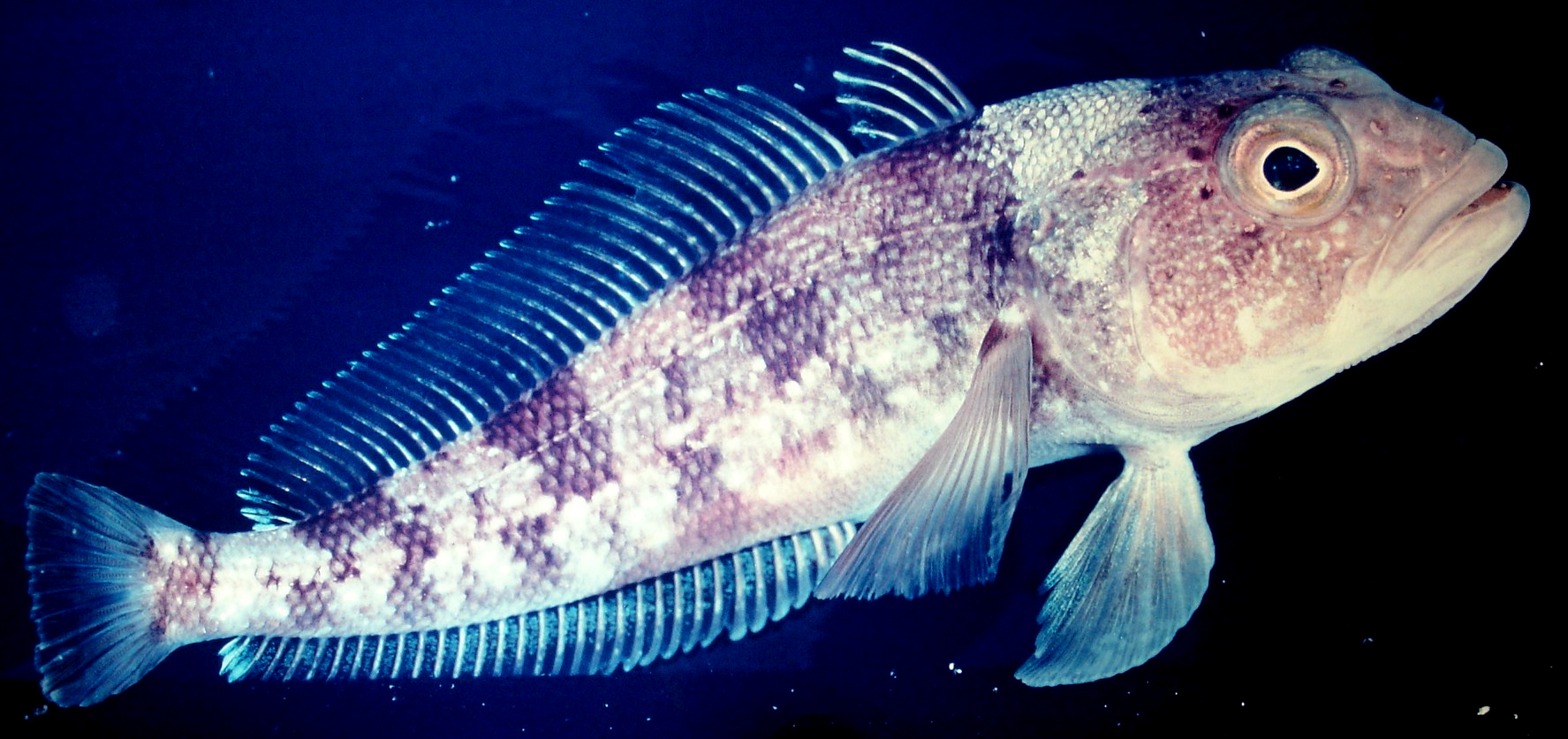
Trematoma lodowa (Trematomus bernacchii)

## Klasyfikacja
Rodzaje zaliczane do tej rodziny są zgrupowane m.in. w podrodzinach Nototheniinae, Pleurogrammatinae, Trematominae:
Aethotaxis — Cryothenia — Dissostichus — Gobionotothen — Gvozdarus — Indonotothenia  — Lepidonotothen — Lindbergichthys  — Notothenia — Nototheniops — Pagothenia — Paranotothenia — Patagonotothen — Pleuragramma — Pseudotrematomus  — Trematomus